# By the Sword (Emilie Autumn)
By the Sword è un EP della musicista statunitense Emilie Autumn, pubblicato nel 2001. 
I proventi dell'EP sono stati donati all'associazione no-profit AmeriCares e alla Croce Rossa Americana per aiutare le vittime degli attentati dell'11 settembre.

## Tracce
1. By the Sword – 5:11
2. Castle Down – 3:55
3. Willow – 8:22
4. I Know It's Over (video) – 6:47